# Georges Marrane
Georges Marrane (Louviers, 20 gennaio 1888 – Fleury-Mérogis, 27 agosto 1976) è stato un politico francese.
Meccanico ed in seguito operaio in gioventù, partecipa alla prima guerra mondiale rimanendo ferito: tale esperienza bellica lo convince a sposare le ragioni del pacifismo e ad iscriversi nel 1916 al Partito Socialista Francese. Nel 1920 si dichiara favorevole all'ingresso del PS alla Terza Internazionale e nel 1922 aderisce al Partito Comunista Francese.
Fu consigliere comunale (1925-1929) e sindaco (1929-1936) di Ivry-sur-Seine, mentre tra il 1936 ed il 1937 presiede il consiglio generale del dipartimento della Senna. Dopo la dichiarazione di guerra della Francia alla Germania nazista, sospende tutte le sue funzioni politiche per entrare in clandestinità nel 1940. Si unirà successivamente alle forze di Charles De Gaulle diventando il vicepresidente del Comitato di Liberazione transalpino.
Ridivenuto primo cittadino di Ivry-sur-Seine (mantenne la carica dal 29 aprile 1945 al 1965), fu membro del Parlamento francese dal 1947 al 1968 ed all'interno di esso ricevette numerosi incarichi istituzionali: ad esempio fu ministro della Sanità dal 22 gennaio al 4 maggio 1947 nel governo guidato da Paul Ramadier, per poi dimettersi per protestare contro le scelte filo-atlantiche del governo gollista.
Nel 1958 il PCF lo candidò alle elezioni presidenziali del 1958 ed egli, unico sfidante di De Gaulle sostenuto da un movimento organizzato, ottenne solo il 13,1% dei voti. I comunisti vollero ripresentarlo alle elezioni presidenziali del 1965, ma egli convinse il partito a sostenere il socialista François Mitterrand, poi sconfitto al ballottaggio.